# Cattedrale dell'Ascensione (Almaty)
La cattedrale dell'Ascensione (in russo: Вознесенский собор) è la cattedrale ortodossa di Almaty, in Kazakistan, e concattedrale della metropolia di Astana e Almaty.

## Storia e descrizione
Nel XIX secolo i primi vescovi dell'eparchia del Turkestan discussero della necessità di edificare una chiesa ortodossa russa nella città di Almaty. Il 26 settembre 1903 il vescovo di Tashkent e Turkestan, Paisii Vinogradov, benedisse la fondazione della nuova chiesa.
La costruzione è stata realizzata dall'ingegnere Zenkov tra il 1904 e il 1907, su progetto dell'architetto Constantin Abramovich Borisoglebskogo e da allora la cattedrale viene chiamata anche Cattedrale Zenkov. Il campanile fu eretto il 14 settembre 1906. L'edificio è stato completato nel 1907 ed è il secondo più alto edificio in legno del mondo. La cattedrale è sopravvissuta al terremoto del 1911 con danni minimi.
Dopo la rivoluzione russa la cattedrale è stata utilizzata per ospitare il Museo di Stato Centrale della Repubblica Socialista Sovietica Kazaka. Dal 1930 al 1940 è stata utilizzata da importanti organizzazioni pubbliche. I primi trasmettitori radio a Almaty erano situati nel campanile della cattedrale.
I lavori di restauro della cattedrale hanno avuto inizio nel 1973 e sono durati fino al 1976. Nel maggio 1995 il controllo della cattedrale è stato restituito alla chiesa ortodossa russa e dopo ulteriori lavori di restauro la chiesa è stata riaperta al culto nel 1997.